# Frederica (Vorname)
Frederica ist ein weiblicher Vorname.

## Namensträgerinnen
- Frederica de Laguna (1906–2004), US-amerikanische Ethnologin, Anthropologin, Archäologin und Schriftstellerin
- Frederica Piedade (* 1982), portugiesische Tennisspielerin
- Frederica Sagor Maas (1900–2012), US-amerikanische Drehbuchautorin
- Frederica von Stade (* 1945), US-amerikanische Opernsängerin
- Frederica Wilson (* 1942), US-amerikanische Politikerin